# John Neville Keynes
John Neville Keynes (Salisbury, 31 augustus 1852 – Cambridge, 15 november 1949) was een  Brits econoom en de vader van John Maynard Keynes. 

## Biografie
Geboren in Salisbury was hij de zoon van Dr. John Keynes en zijn vrouw Anna Maynard Neville. Hij werd opgeleid aan de Amersham Hall School, University College London en Pembroke College aan de Universiteit van Cambridge, waar hij in 1876 fellow werd. Hij bekleedde van 1883 tot 1911 een lectoraat in Moral Science. In 1910 werd hij verkozen tot Registrary (hoofd van de administratie) van de Universiteit van Cambridge, een functie hij tot 1925 vervulde. 
Hij verdeelde de economische wetenschap in drie delen: "positieve economie" (de studie van wat er is, de studie van de manier waarop de economie werkt), "normatieve economie" (de studie van hoe het zou moeten zijn), en de "kunst van de economie" (toegepaste economie). De kunst van de economie verbindt de lessen die zijn geleerd in de positieve economie aan de normatieve doelen die de normatieve economie zich stelt. Hij probeerde de deductieve- en inductieve redeneerwijze te synthetiseren als een oplossing voor de "Methodenstreit". Zijn belangrijkste werken waren: 
- (en)  Studies and Exercises in Formal Logic (1884)
- (en)  The Scope and Method of Political Economy (De reikwijdte en de methode van de politieke economie) (1891)

Hij trouwde met Florence Ada Brown (die in 1932 burgemeester van Cambridge was). Ze kregen twee zonen en een dochter: 
- John Maynard Keynes (1883-1946), de econoom.
- Geoffrey Keynes (1887-1982), een chirurg.
- Margaret Neville Keynes (1890-1974), die in 1913 in het huwelijk trad met Archibald Hill, in 1922 winnaar van de Nobelprijs voor de Fysiologie.

Hij overleefde zijn oudste zoon drie jaar. In 1949 overleed hij op 97-jarige leeftijd.